# Инсаурральде, Хуан
Хуа́н Мануэ́ль Инсаурра́льде (исп. Juan Manuel Insaurralde; 3 октября 1984) — аргентинский футболист, центральный защитник клуба «Атлетико Сармьенто».

## Клубная карьера

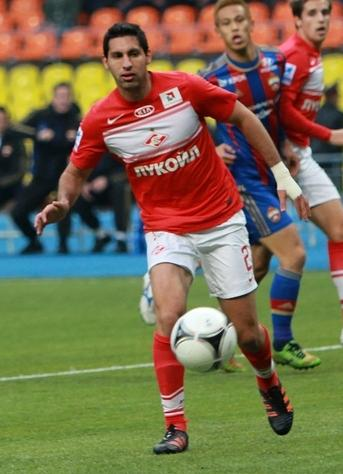
Инсаурральде в составе «Спартака»

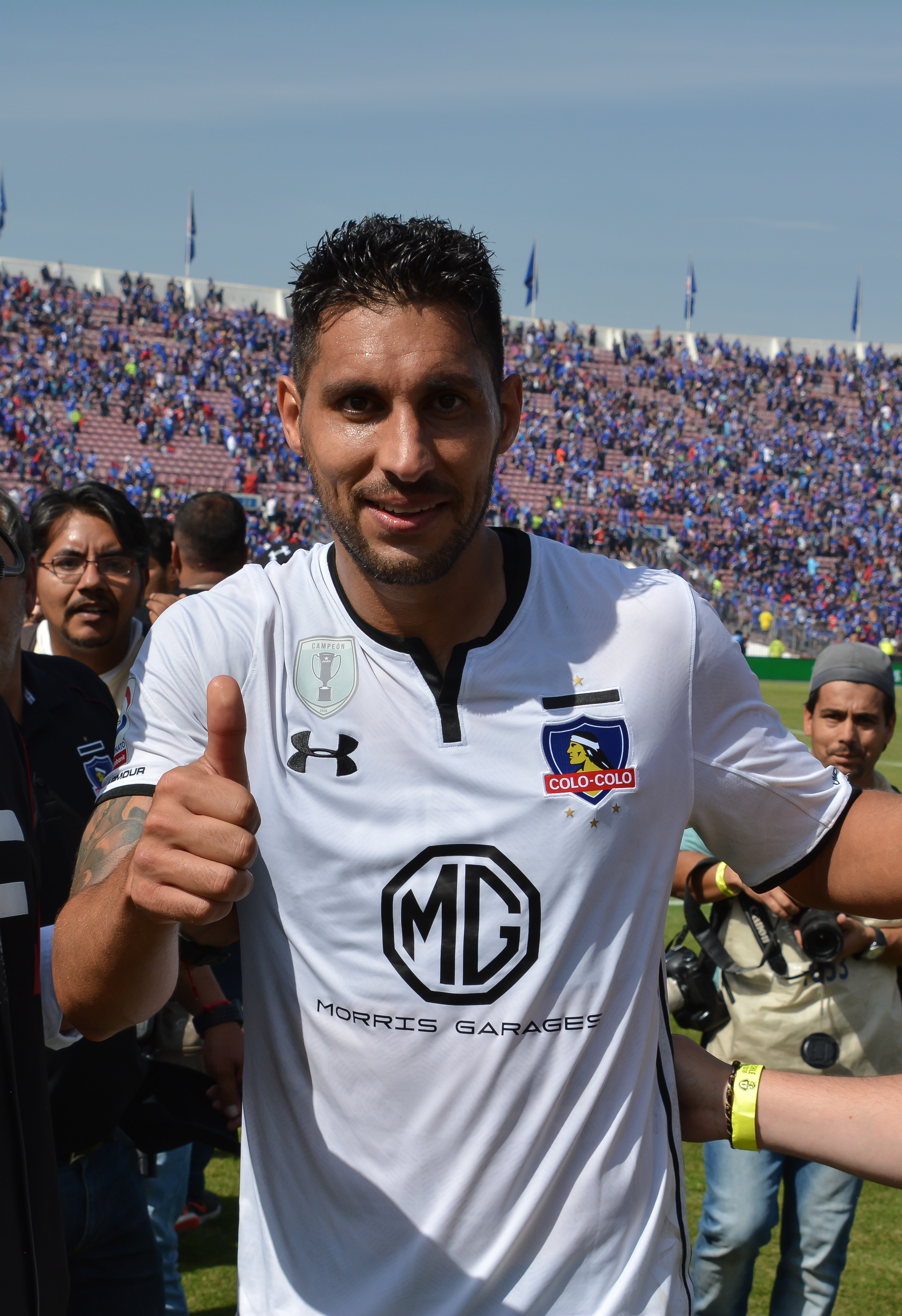
Инсаурральде в составе «Коло-Коло»

Его первым клубом был «Чакарита Хуниорс», за который он выступал с 2003 по 2008 годы, сыграл 121 матч и забил 8 мячей. Затем Инсаурральде перешёл в «Ньюэллс Олд Бойз» (2008—2010), где провёл 67 матчей и забил 10 мячей. С 2010 года он выступал за «Боку Хуниорс», за которую сыграл 79 матчей, забил 6 мячей и завоевал титул чемпиона Аргентины (Апертура 2011). В двух чемпионатах Аргентины сезона 2011—2012 годов провёл 31 матч, все игры начинал в стартовом составе.
В розыгрыше Кубка Либертадорес 2012 года, в котором «Бока» сумела дойти до финала, Инсаурральде сыграл 10 матчей из 14 проведённых командой. Он пропустил лишь одну игру группового этапа (против «Саморы» «Бока» выступала частично резервным составом), также он не играл за команду в ответном полуфинале против «Универсидад де Чили», и не попал в заявку на оба финальных матча против «Коринтианса». В 1/8 финала Инсаурральде открыл счёт в ответном гостевом матче против «Унион Эспаньолы». В итоге «Бока» сумела победить 3:2 (5:3 по сумме двух матчей).
В июле 2012 года перешёл в московский «Спартак», сумма сделки составила около 4 млн долларов. 25 августа 2012 года в выездном матче против грозненского «Терека» Инсаурральде дебютировал в РФПЛ. В этом же поединке он забил свой первый гол за «Спартак».
29 августа 2012 года дебютировал в Лиге чемпионов, приняв участие в ответном матче квалификационного раунда плей-офф против турецкого «Фенербахче».
В начале 2014 года Хуан перешёл в греческий ПАОК на правах аренды. 16 февраля в матче против «Астерас Триполис» он дебютировал в греческой Суперлиге. ПАОК мог выкупить Инсаурральде за € 3 млн, но не стал этого делать, и Хуан вернулся в расположение «Спартака».
В сезоне 14/15 новый главный тренер, не заметив в работе Инсаурральде каких-то серьёзных недочетов, предоставил шанс защитнику, которым Хуан воспользовался и закрепился в основном составе.
В конце июня 2015 года перешёл в клуб «Хагуарес Чьяпас» из Мексики. Об этом сообщил официальный «твиттер» чемпионата Мексики.
Летом 2015 года после окончания контракта Хуан перешёл в мексиканский «Чьяпас». 13 августа в матче против «Крус Асуль» он дебютировал в мексиканской Примере. 18 октября в поединке против «Монтеррея» Инсаурральде забил свой первый гол за «ягуаров».
В начале 2016 года Хуан вернулся в «Бока Хуниорс», в составе которого ещё раз выиграл чемпионат. В начале 2018 года Инсаурральде перешёл в чилийский «Коло-Коло». 12 февраля в матче против «Аудакс Итальяно» он дебютировал в чилийской Примере. 12 августа в поединке против «Сан-Луис Кильота» Хуан забил свой первый гол за «Коло-Коло».
18 февраля 2021 года подписал контракт с клубом «Индепендьенте».

## Международная карьера
24 сентября 2009 года дебютировал в сборной Аргентины в товарищеском матче против сборной Ганы.

## Достижения
Клубные
 «Бока Хуниорс»
- Чемпион Аргентины — 2011 (Апертура)
- Чемпион Аргентины — 2016/17
- Обладатель Кубка Аргентины — 2011/12
- Финалист Кубка Либертадорес — 2012

 ПАОК
- Финалист Кубка Греции — 2013/14